# Krumbach (Alsó-Ausztria)
Krumbach osztrák mezőváros Alsó-Ausztria Bécsújhelyvidéki járásában. 2020 januárjában 2272 lakosa volt. 

## Elhelyezkedése

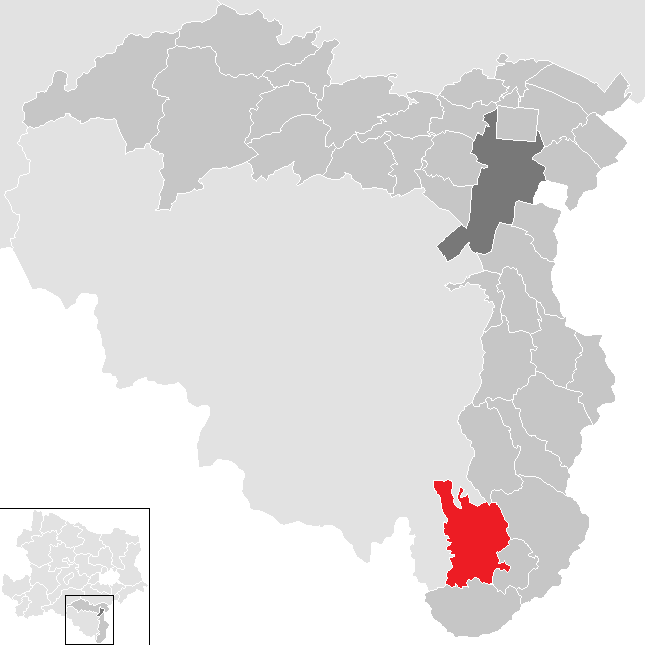
Krumbach a Bécsújhelyvidéki járásban

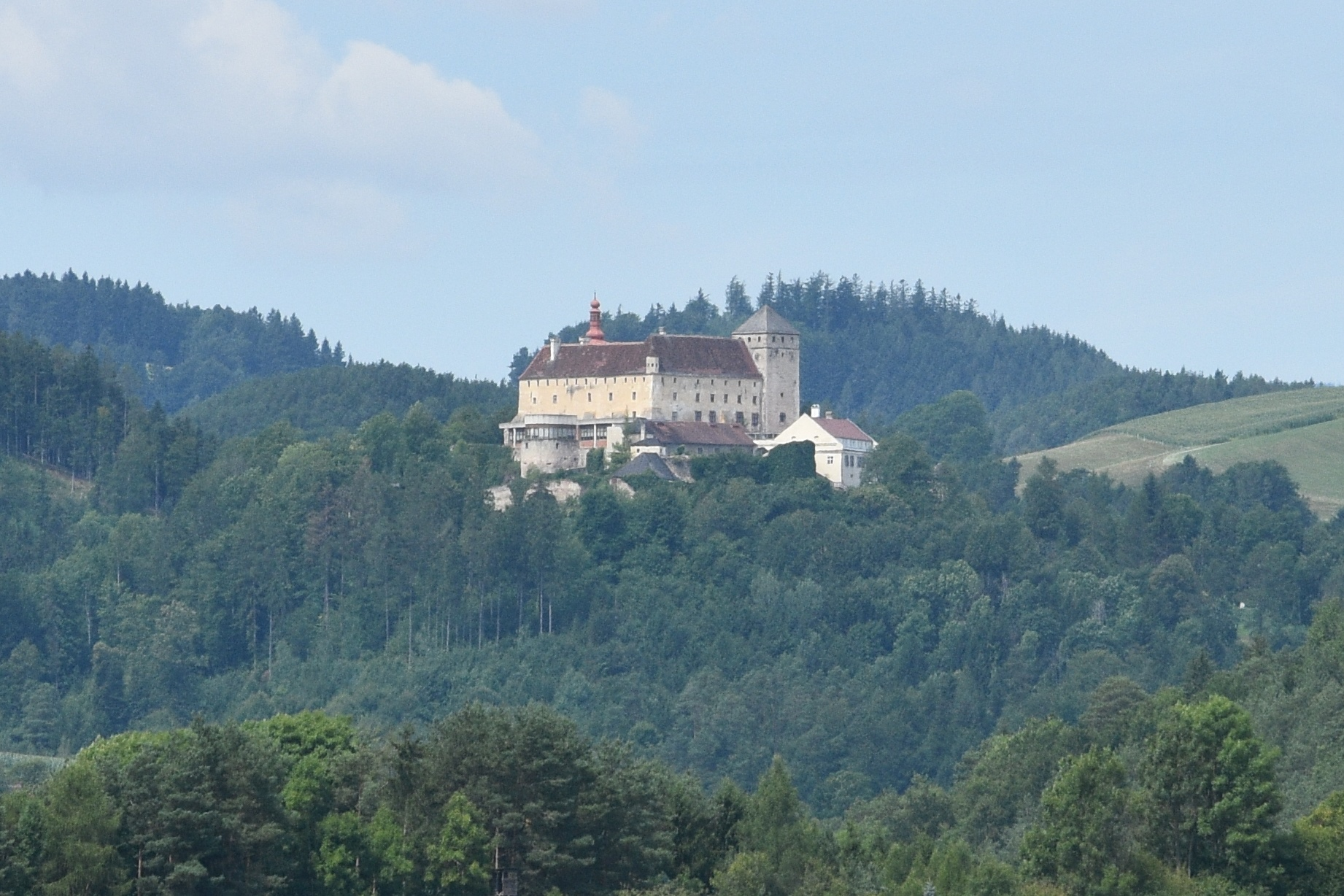
A krumbachi vár

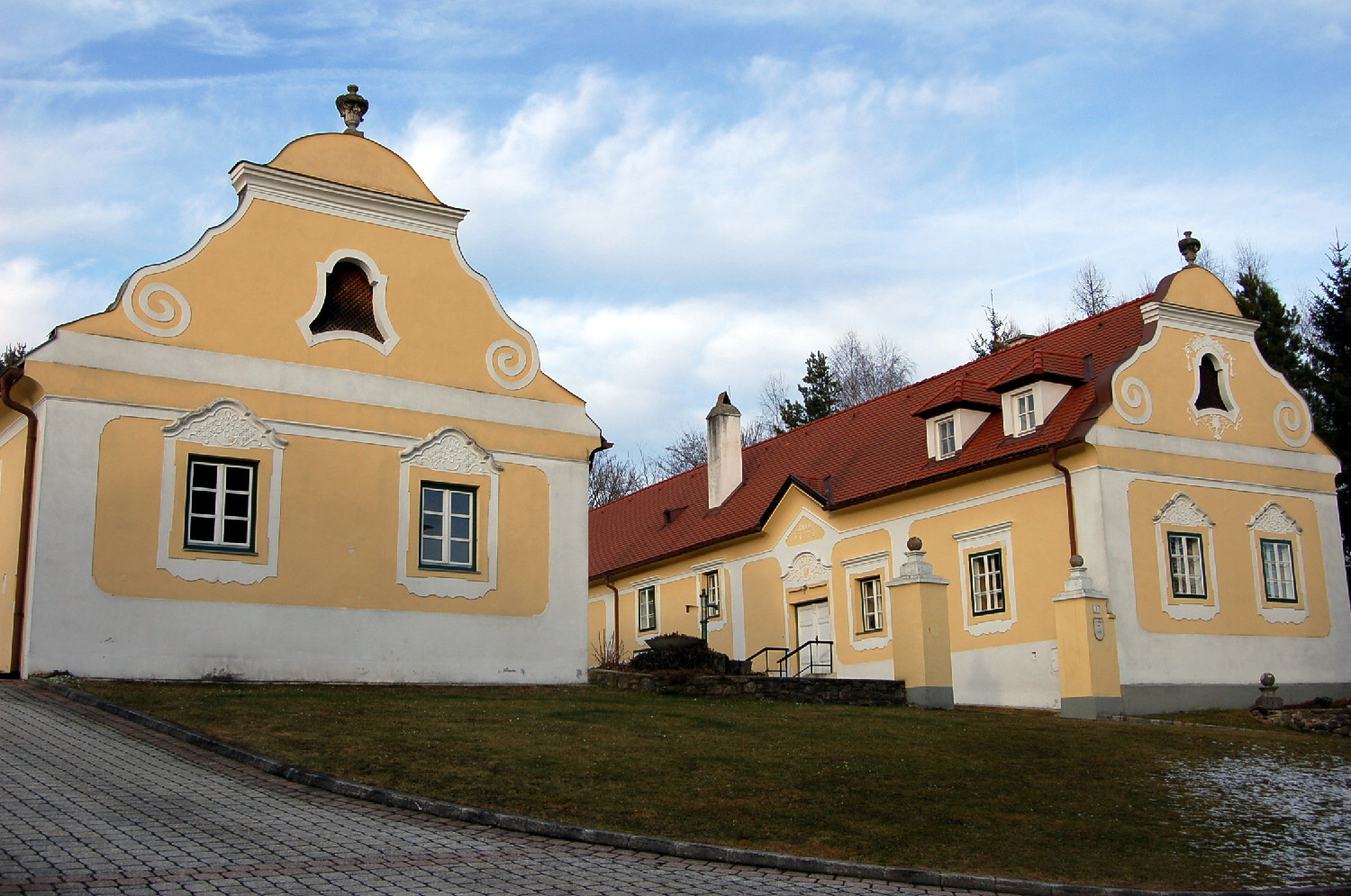
A katolikus plébánia

Krumbach a tartomány Industrieviertel régiójában fekszik a Bucklige Welt dombság déli pereménél, a Ponholzbach folyó mentén. Az önkormányzat 21 településrészt és falut egyesít: Außerlehen, Buchegg, Egg, Feichten, Haselgraben, Hochhalt, Hosien, Königsegg, Kraxenberg, Löder, Möltern, Ödhöfen, Ponholz, Prägart, Ransgraben, Saubichl, Tiefenbach, Unterhaus, Weißes Kreuz, Zöberau és Zöbersdorf.  
A környező önkormányzatok: északra Lichtenegg, keletre Kirchschlag in der Buckligen Welt, délkeletre Bad Schönau, délre Hochneukirchen-Gschaidt, nyugatra Zöbern, északnyugatra Thomasberg.

## Története
Krumbachot 1182-ben említik először, egy oklevél tanúja, Gerhardus de Chrumpach nevében. A falu birtokosa, a Crumbach család a 13. század közepén építtette a mai krumbachi várat. A nemzetség utolsó tagja, Hans von Chrumbach 1394-ben átadta a várat nagybátyjának, Pilgrim von Puchheimnek. A Puchcheimek 1462-ben pallosjogot kaptak. A 16. század közepén Erasmus von Puchheim megépítette a temetői templomot és az ispotályt, valamint kibővítette a várat, amely ekkor nyerte el mai külsejét. 
1664-ben a magyar Pálffy család szerezte meg a várat, amely 1875-ig volt a birtokukban. A 17-18. században a falut török és kuruc támadások, valamint pestisjárvány sújtotta. A krumbachi uradalmat az 1848-as forradalmat követő közigazgatási reform következtében felszámolták és 1854-ben megalakult a mezővárosi önkormányzat. 1884-ben létrejött az önkéntes tűzoltóegylet. 

## Lakosság
A krumbachi önkormányzat területén 2020 januárjában 2272 fő élt. A lakosságszám 1869 óta 1850-2300 között ingadozik. 2018-ban az ittlakók 97,7%-a volt osztrák állampolgár; a külföldiek közül 0,5% a régi (2004 előtti), 1% az új EU-tagállamokból érkezett. 2001-ben a lakosok 95%-a római katolikusnak, 1,2% evangélikusnak, 2,5% pedig felekezeten kívülinek vallotta magát. Ugyanekkor 28 (1,2%) magyar élt a mezővárosban. 
A népesség változása:

| 2016 | 2 306 |
| 2018 | 2 316 |

## Látnivalók

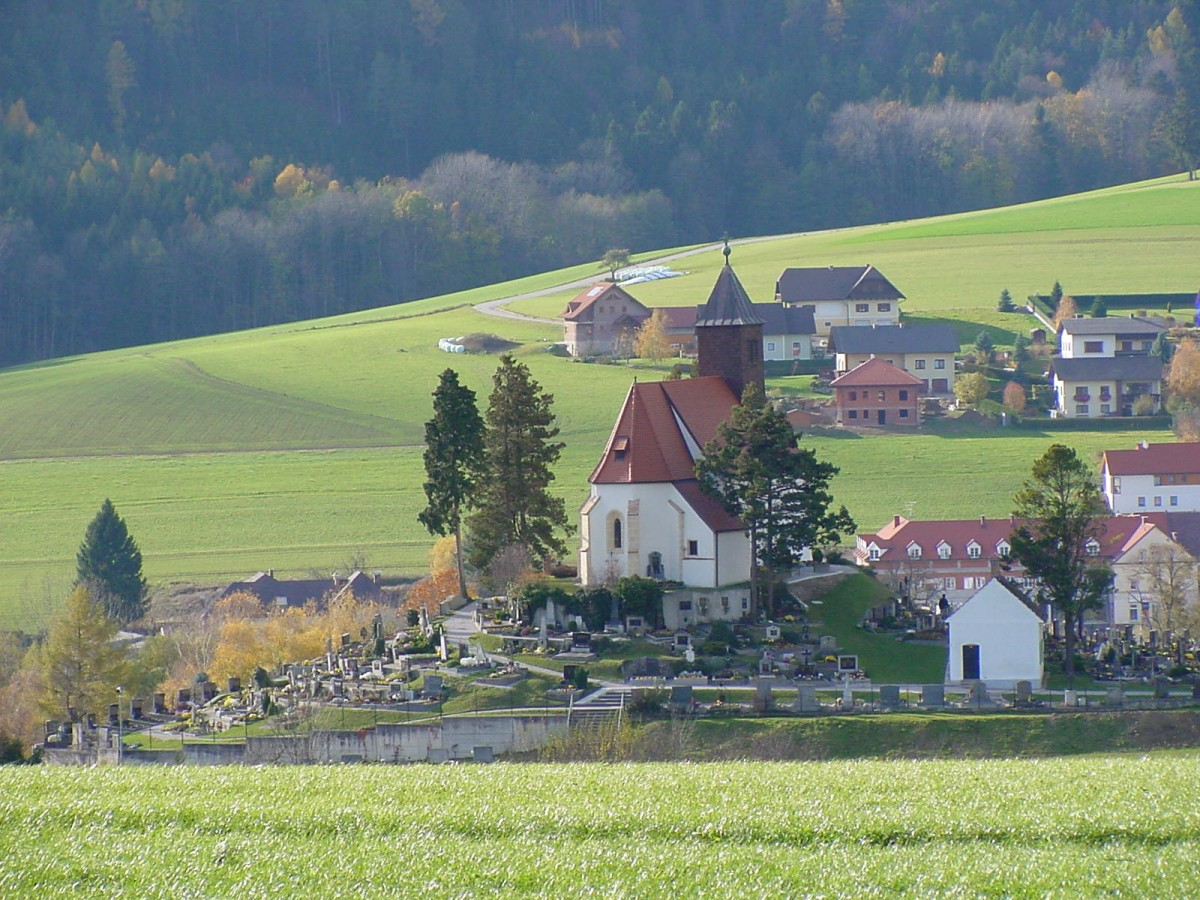
Az Erasmus-templom

- a krumbachi vár ma kastélyszálló
- a Szt. István-plébániatemplom
- a temetői Erasmus-templom
- a rokokó katolikus plébánia
- a krumbachi skanzen

## Fordítás
- Ez a szócikk részben vagy egészben  a   Krumbach (Niederösterreich) című német Wikipédia-szócikk ezen változatának fordításán alapul.  Az eredeti cikk szerkesztőit annak laptörténete sorolja fel. Ez a jelzés csupán a megfogalmazás eredetét és a szerzői jogokat jelzi, nem szolgál a cikkben szereplő információk forrásmegjelöléseként.